# دامير راشيتش
دامير راشيتش هو لاعب كرة قدم كرواتي في مركز الدفاع، ولد في 5 أكتوبر 1988 في ماكارسكا في كرواتيا. لعب مع نادي رادنيتشكي سبليت وهايدوك سبليت.

## وصلات خارجية
- دامير راشيتش على موقع اتحاد كرواتيا (الكرواتية)
- دامير راشيتش على موقع قاعدة بيانات كرة القدم.إي يو (الإنجليزية)
- دامير راشيتش على موقع Soccerway.com (الإنجليزية)
- دامير راشيتش على موقع عالم كرة القدم.نت (الإنجليزية)